# Outrepont
Outrepont ist eine französische Gemeinde im Département Marne in der Region Grand Est. Sie hat eine Fläche von 3,72 km² und 76 Einwohner (2022).

## Geografie
Die Gemeinde Outrepont liegt an der Chée, etwa zehn Kilometer nordöstlich der Stadt Vitry-le-François. Umgeben wird Outrepont von den Nachbargemeinden Changy im Norden, Heiltz-l’Évêque im Nordosten, Ponthion im Osten und Südosten, Plichancourt im Südwesten sowie Merlaut im Westen.

## Weblinks

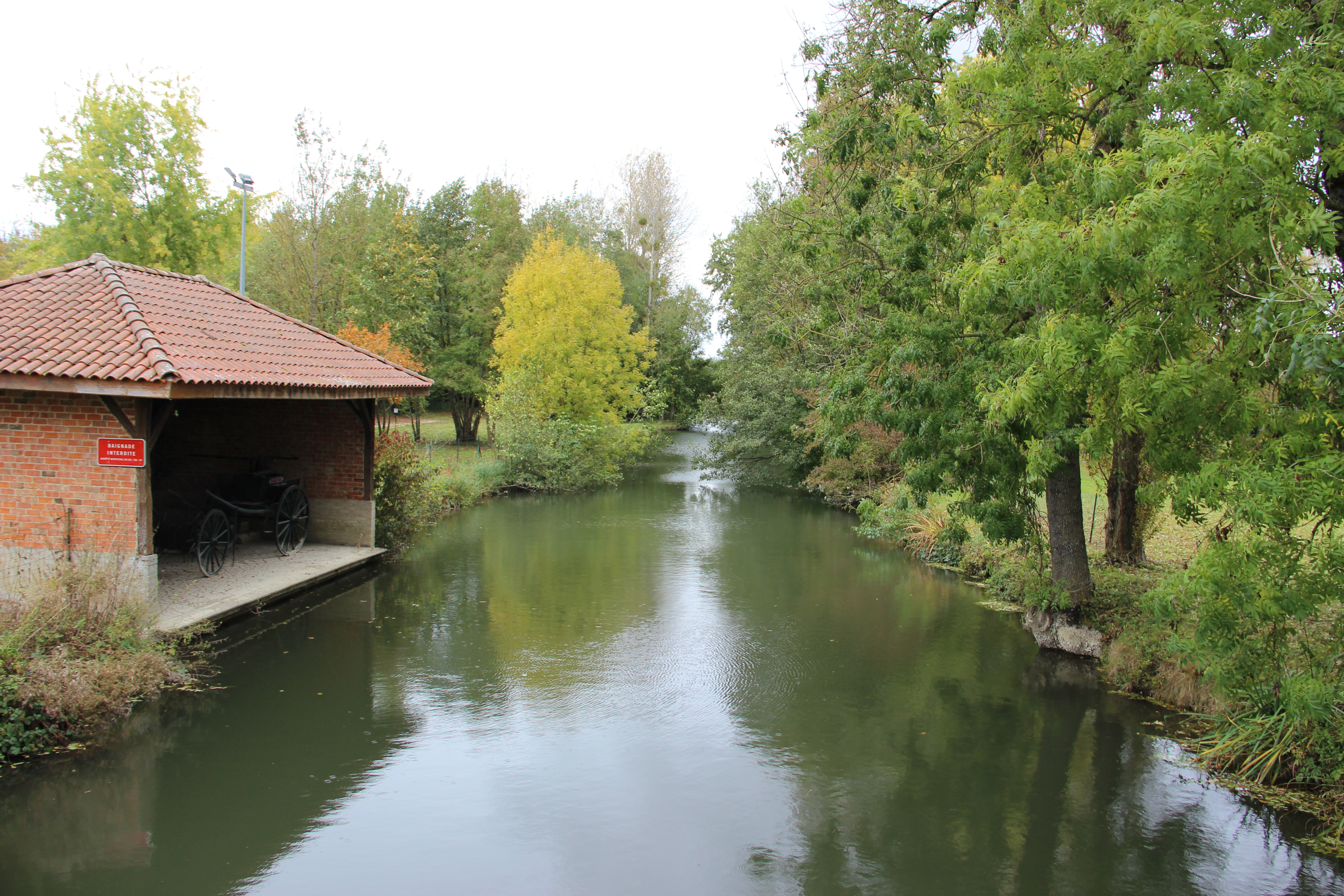
Waschhaus an der Chée bei Outrepont

## Bevölkerungsentwicklung
| Jahr                       | 1962 | 1968 | 1975 | 1982 | 1990 | 1999 | 2005 | 2010 | 2018 |
| -------------------------- | ---- | ---- | ---- | ---- | ---- | ---- | ---- | ---- | ---- |
| Einwohner                  | 93   | 81   | 81   | 102  | 111  | 84   | 99   | 107  | 83   |
| Quellen: Cassini und INSEE |      |      |      |      |      |      |      |      |      |